# Glucómetro

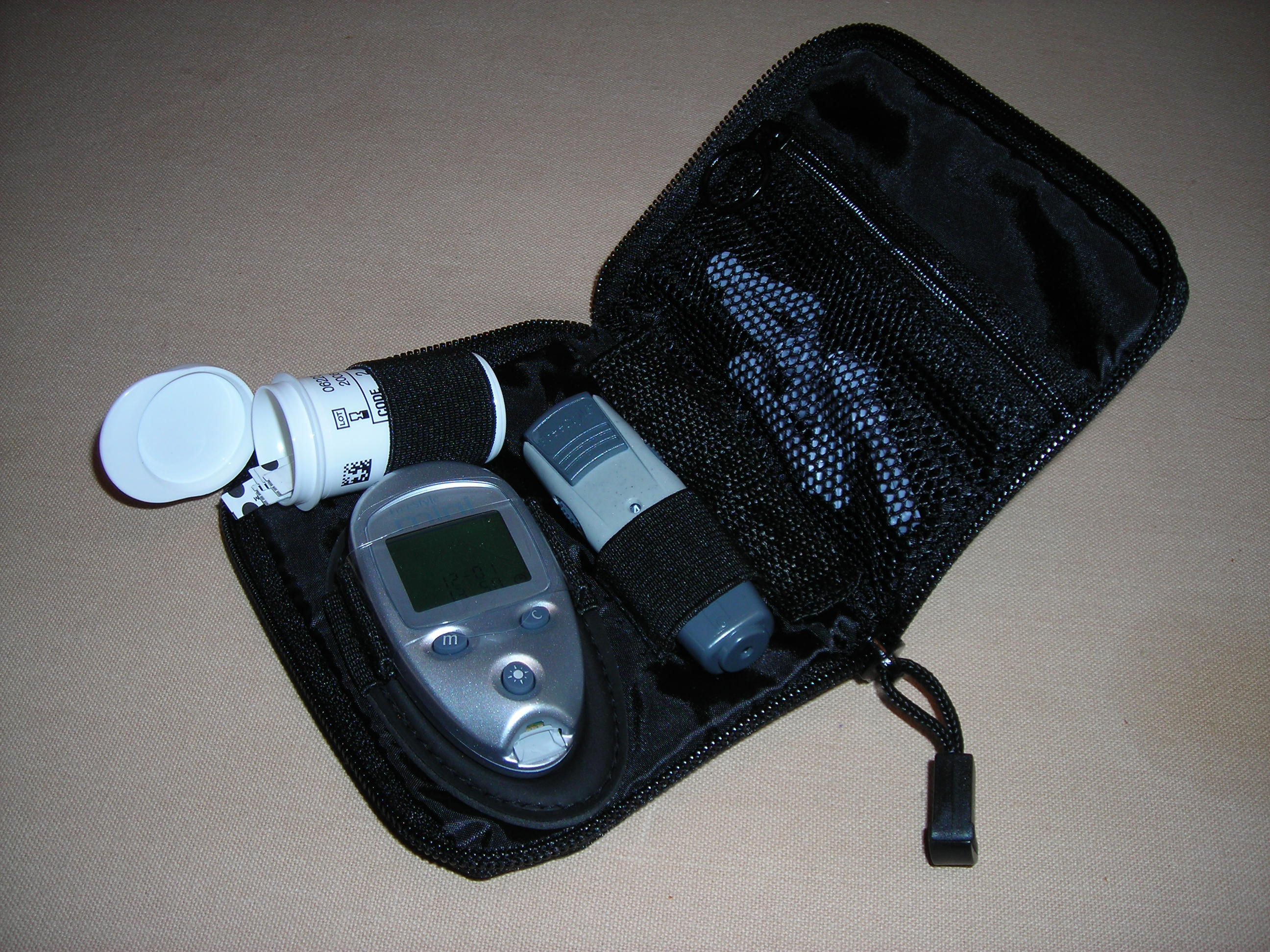
Glucómetro, con caja de tiras de prueba y lancetas (a la derecha).

Un  glucómetro es un instrumento de medida que se utiliza para obtener la concentración de glucosa en sangre (glucemia), de forma instantánea, en el domicilio del enfermo diabético, sin necesidad de tener que ir a un centro especializado.
En un entorno hospitalario, la prueba de rutina de hiperglucemia provocada es de dos horas y normalmente el paciente ingiere una cantidad de unos 75 g. de glucosa. La glucosa en sangre entonces se supervisa y los resultados se comparan con valores de referencia.

## Procedimiento

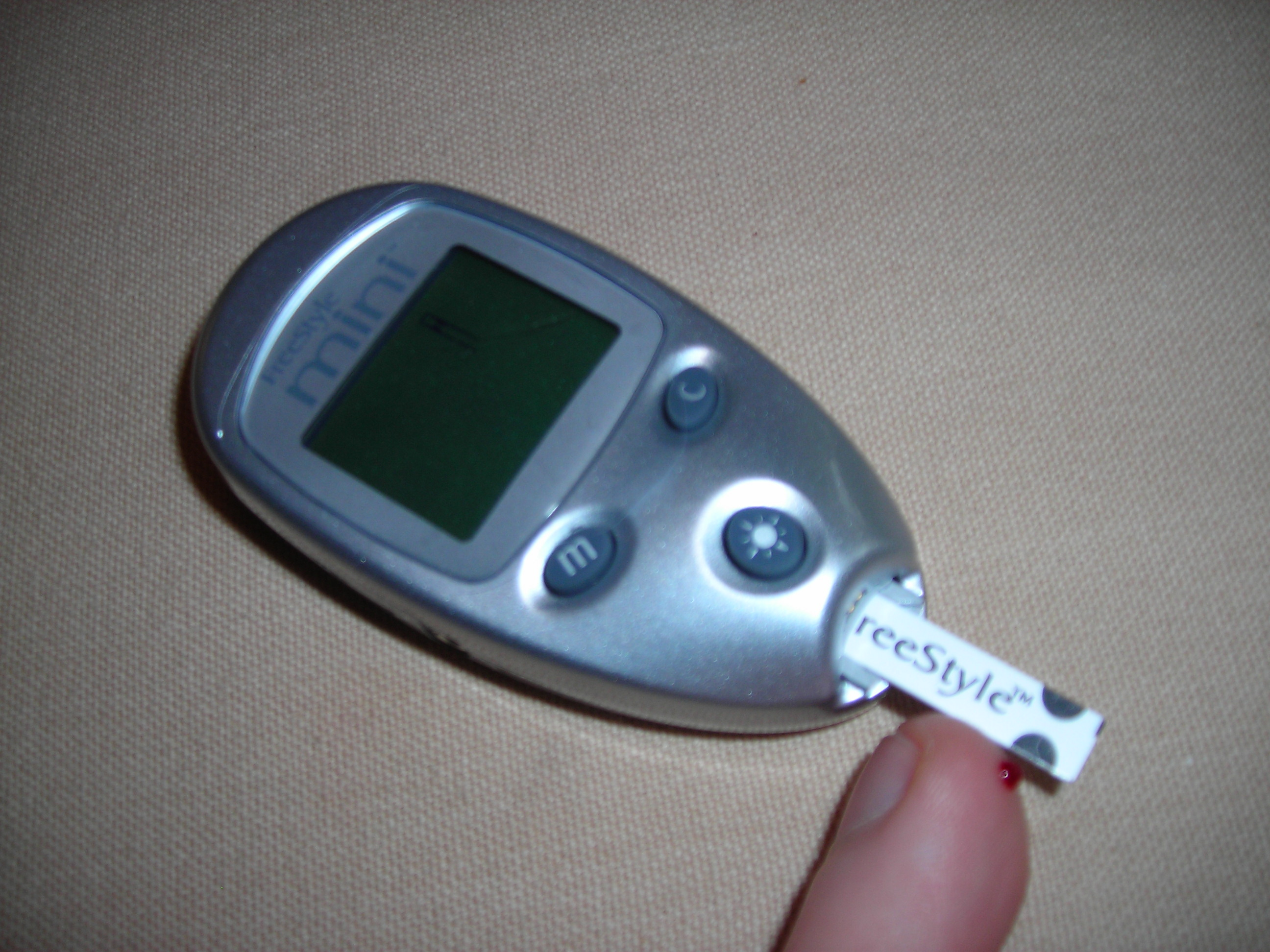
Glucómetro tomando la medida de glucosa en sangre.

En primer lugar, hay que insertar una tirita de prueba dentro del glucómetro. Entonces el paciente se lava las manos con un jabón suave; la desinfección no es necesaria.
Después de insertar una lanceta, es decir, una aguja estéril dentro de una caja de plástico en el sistema o dispositivo de punción, basta presionar el botón para pinchar la punta de un dedo (se aconseja hacerlo en la parte lateral, ya que es menos sensible) para obtener una gota de sangre. A continuación, el paciente acerca el dedo en la tirita de prueba del glucómetro de modo que garantice que la gota de sangre obtenida llene la ranura (por capilaridad) a un nivel suficiente para que el medidor pueda dar una lectura razonable. El resultado aparece en pocos segundos. Entonces es posible leer el valor que muestra la pantalla y tomar las acciones necesarias en función de los resultados, por ejemplo una inyección de insulina, ingesta de alimentos, etc.
El nivel de glucosa en sangre aparece en miligramos por decilitro o en milimoles por litro. Por ejemplo, un paciente sano en ayunas normalmente suele tener unos 70-100 mg/dl (4-6 mmol/l),y, con prediabetes, entre 101-125 mg/dl (5,6 a 7,0 mmol/l).

## Conversión de las unidades del resultado
Las unidades de los resultados de exámenes de glucosa en la sangre pueden presentarse en miligramos por decilitro (mg/dl)o en milimoles por litro (mmol/l), dependiendo del país donde se ejecuten.
La fórmula para la conversión entre esas unidades es:
de mmol/l a mg/dl:
- Y (en mg/dl) = 17,5 * X (en mmol/l)+3,75

y de mg/dl a mmol/l:
- X (en mmol/l) = [Y (en mg/dl) - 3,75]/17,5

## Niveles de glucosa en sangre
La calificación del estado del paciente depende del resultado del glucómetro, según esta tabla:
|                | En ayunas (normalmente 8 horas) | Después de comer (de 10 minutos a 2 horas, variable) |
| -------------- | ------------------------------- | ---------------------------------------------------- |
| Hipoglucemia   | menos de 50 mg/dl               | menos de 50 mg/dl (anómalo)                          |
| Nivel bajo     | 50 a 70 mg/dl                   | 50 a 70 mg/dl (anómalo)                              |
| Nivel adecuado | 70 a 100 mg/dl                  | hasta 140 mg/dl en su punto máximo                   |
| Nivel alto     | 100 a 125 mg/dl                 | 140 a 180 mg/dl en su punto máximo                   |
| Hiperglucemia  | más de 125 mg/dl                | más de 180 mg/dl en su punto máximo                  |

Mantener durante años los niveles altos de glucosa en sangre puede agravar seriamente las complicaciones a largo plazo de la diabetes.

## Hemoglobina glicosilada
La hemoglobina glicosilada es un marcador de glicemia mucho más fiable, ya que no indica el nivel instantáneo de glucosa en la sangre, sino el nivel a lo largo de un período, en promedio de 2 a 3 meses atrás, al indicar el nivel de glucosa asimilado por los glóbulos rojos y el ciclo de vida de estos es de 120 días.